# IC 2381
IC 2381 је двојна звијезда у сазвјежђу Рак која се налази на листи објеката дубоког неба у Индекс каталогу.
Деклинација објекта је + 19° 47' 28" а ректасцензија 8h 28m 21,8s.